# De Twee Gebroeders (Roosendaal)
De molen De Twee Gebroeders is een korenmolen aan de Amerikalaan in de Noord-Brabantse plaats Roosendaal. Het is een ronde stenen stellingmolen die een eerdere standerdmolen aan de haven verving. Lambertus de Wijs, in wiens opdracht de molen was gebouwd, vernoemde hem naar zijn twee zoons, Adrianus en Petrus. In 1880 werd een stoommachine in een bijgebouw geplaatst om bij windstilte te kunnen malen. De molen fungeerde onder meer als schorsmolen voor de leerindustrie.
In oktober 1944 raakte de molen door oorlogshandelingen beschadigd. De schade werd in 1948 hersteld, waarna de molen tot ca. 1960 in bedrijf was. De gemeente Roosendaal kocht in 1981 de molen. Van 1982 tot 1984 werd de Twee Gebroeders gerestaureerd.
Het gevlucht is Oudhollands; de inrichting van de molen omvat 1 koppel 16der blauwe en 1 koppel 16der kunststenen. In De Twee Gebroeders wordt nu op vrijwillige basis graan gemalen. De molen is meestal zaterdags te bezichtigen.